# Villapourçon
Villapourçon est une commune française située dans le département de la Nièvre, en région Bourgogne-Franche-Comté.

## Géographie

### Localisation
Villapourçon est située au cœur du massif du Morvan dans une zone de basse montagne, à proximité des sommets les plus élevés de ce massif granitique et couvert de forêts aux essences diverses.
Elle fait partie du Parc naturel régional du Morvan.
Le bourg de Villapourçon se situe à environ 16,7 km de Château-Chinon (ville), principal commune de cette partie du massif par la route départementale 27.
La commune se situe également (par la route) à 124 km de Dijon, préfecture de la région Bourgogne-Franche-Comté, 313 km de Paris,  522 km de Lyon, et 522 km de Marseille.
Elle se trouve dans la zone d'emploi d'Autun et dans le bassin de vie de Château-Chinon (Ville).

### Communes limitrophes
Les communes limitrophes sont  Chiddes, Fâchin, Glux-en-Glenne, Larochemillay, Onlay, Préporché, Saint-Honoré-les-Bains, Saint-Léger-de-Fougeret et Sémelay.

### Relief et géologie

Carte géologique du massif du Morvan.

La superficie de la commune est de 50,43 km2 ; son altitude varie de 315  à   818 mètres.
Le village est situé dans une cuvette ouverte vers l'ouest, dominée par les bois de la Gravelle, la forêt de Châtillon  et le mont Préneley, sommet du massif du Morvan, petit ensemble montagneux détaché du Massif central. Ce massif représente le morceau de ce socle cristallin le plus avancé vers le nord à la limite de la bordure sédimentaire du Bassin parisien.
Cette montagne est formée de roches métamorphiques (gneiss, micaschistes) mêlées à des roches magmatiques (granites, porphyres). Les roches de la commune sont essentiellement de nature basaltique et rhyolithique (voir carte).
Villapourçon est situé non loin des plus hauts sommets du massif du Morvan tels que le mont Préneley, le mont Beuvray, le Haut-Folin et le mont Genièvre, ce dernier étant situé aux limites du territoire communal

### Hydrographie

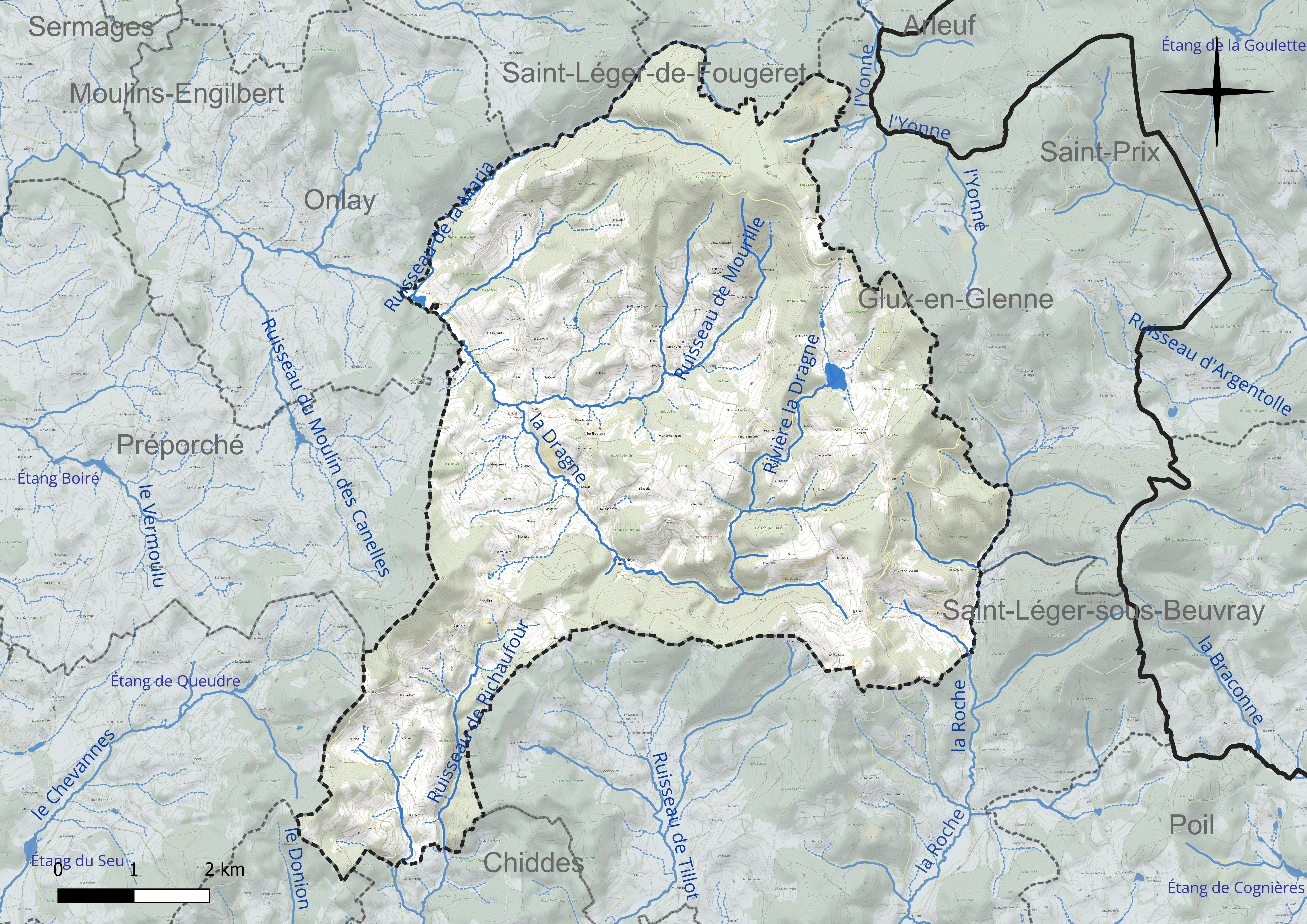
Carte hydrographique de la commune.

La commune est sillonnée par de nombreux cours d'eau, souvent de petits rus prenant leurs sources sur son territoire :
- la Dragne, rivière d'une longueur de 30,2 kilomètres[5] prend sa source dans la commune. Il s'agit d'un affluent de l'Aron et  un sous-affluent de la Loire ;
- le ruisseau d'Avaux ;
- la Bié ;
- le ruisseau de la Maria ;
- le ruisseau de Mourille.

La commune héberge également un étang sur son territoire :
- l'étang de Rangère.

### Climat
Pour des articles plus généraux, voir Climat de la Bourgogne-Franche-Comté et Climat de la Nièvre.
En 2010, le climat de la commune est de type climat de montagne, selon une étude du Centre national de la recherche scientifique s'appuyant sur une série de données couvrant la période 1971-2000. En 2020, Météo-France publie une typologie des climats de la France métropolitaine dans laquelle la commune est exposée à un climat océanique altéré et est dans la région climatique Centre et contreforts nord du Massif Central, caractérisée par un air sec en été et un bon ensoleillement.
Pour la période 1971-2000, la température annuelle moyenne est de 9,7 °C, avec une amplitude thermique annuelle de 15,7 °C. Le cumul annuel moyen de précipitations est de 1 341 mm, avec 14,4 jours de précipitations en janvier et 8,9 jours en juillet. Pour la période 1991-2020, la température moyenne annuelle observée sur la station météorologique de Météo-France la plus proche, « Château-Chinon », sur la commune de Château-Chinon (Ville) à 13 km à vol d'oiseau, est de 10,5 °C et le cumul annuel moyen de précipitations est de 1 252,3 mm. 
La température maximale relevée sur cette station est de 38,8 °C, atteinte le 25 juillet 2019 ; la température minimale est de −21,3 °C, atteinte le 10 février 1956,,.
Les paramètres climatiques de la commune ont été estimés pour le milieu du siècle (2041-2070) selon différents scénarios d'émission de gaz à effet de serre à partir des nouvelles projections climatiques de référence DRIAS-2020. Ils sont consultables sur un site dédié publié par Météo-France en novembre 2022.

#### Tableau de températures  pour 2017
Ce tableau de températures concerne le village de Villapourçon pour l'année entière.
| Mois                              | jan. | fév. | mars | avril | mai  | juin | jui. | août | sep. | oct. | nov. | déc. |
| --------------------------------- | ---- | ---- | ---- | ----- | ---- | ---- | ---- | ---- | ---- | ---- | ---- | ---- |
| Température minimale moyenne (°C) | −2,7 | 2,1  | 4,2  | 1,6   | 9,1  | 13,7 | 14,5 | 13,3 | 9,4  | 7,2  | 2,1  | −2   |
| Température maximale moyenne (°C) | 4,5  | 11,6 | 15,1 | 16,8  | 21,9 | 26,6 | 26,8 | 26,6 | 20,8 | 18,7 | 10,3 | 8    |

#### Tableau pluviométrique de 2006 à 2008
Ce tableau pluviométrique concerne la ville de Château-Chinon, située au nord, à moins de vingt kilomètres du bourg de Villapourçon et située, elle aussi dans une zone de moyenne montagne à une altitude légèrement inférieure.
| Mois                               | jan.  | fév.  | mars  | avril | mai   | juin  | jui.  | août  | sep.  | oct.  | nov.  | déc.  | année   |
| ---------------------------------- | ----- | ----- | ----- | ----- | ----- | ----- | ----- | ----- | ----- | ----- | ----- | ----- | ------- |
| Relevé pluviométrique en 2006 (mm) | 64,4  | 102,4 | 184,1 | 62,2  | 130,5 | 71,4  | 51,7  | 210,2 | 107,8 | 146,1 | 169,1 | 62,4  | 1 362,3 |
| Relevé pluviométrique en 2007 (mm) | 144,2 | 145,1 | 146,4 | 40,9  | 166,1 | 150,2 | 186,5 | 167,9 | 105,3 | 35    | 73,6  | 110,8 | 1 472   |
| Relevé pluviométrique en 2008 (mm) | 113,8 | 50,6  | 190,2 | 120,6 | 99    | 56,4  | 100,7 | 131,6 | 97,3  | 120,4 | 83,2  | 80,4  | 1 244,2 |

### Paysages
La commune offre de nombreux sites naturels, tous situés dans le parc naturel régional du Morvan :
- les cascades de la Dragne, au lieu-dit Dragne, sur le ruisseau du même nom qui prend sa source un peu plus en amont, non loin du hameau de Rangère. Agrémenté de courtes gorges, il s'agit d'un site typique des eaux sauvages du Morvan ;
- le Mont Genièvre d'une altitude de 637 mètres, offre un panorama sur le Nivernais à l'ouest et sur les hauts sommets du Morvan vers l'est ;
- La Pierre Aiguë, qui est un filon de quartz dentelé ;
- la forêt de la Gravelle, représentative des montagnes boisées du Morvan ;
- le site du barrage, de l’étang et des moulins de Rangère.

## Urbanisme

### Typologie
Au 1er janvier 2024, Villapourçon est catégorisée commune rurale à habitat très dispersé, selon la nouvelle grille communale de densité à sept niveaux définie par l'Insee en 2022.
Elle est située hors unité urbaine et hors attraction des villes,.

### Occupation des sols

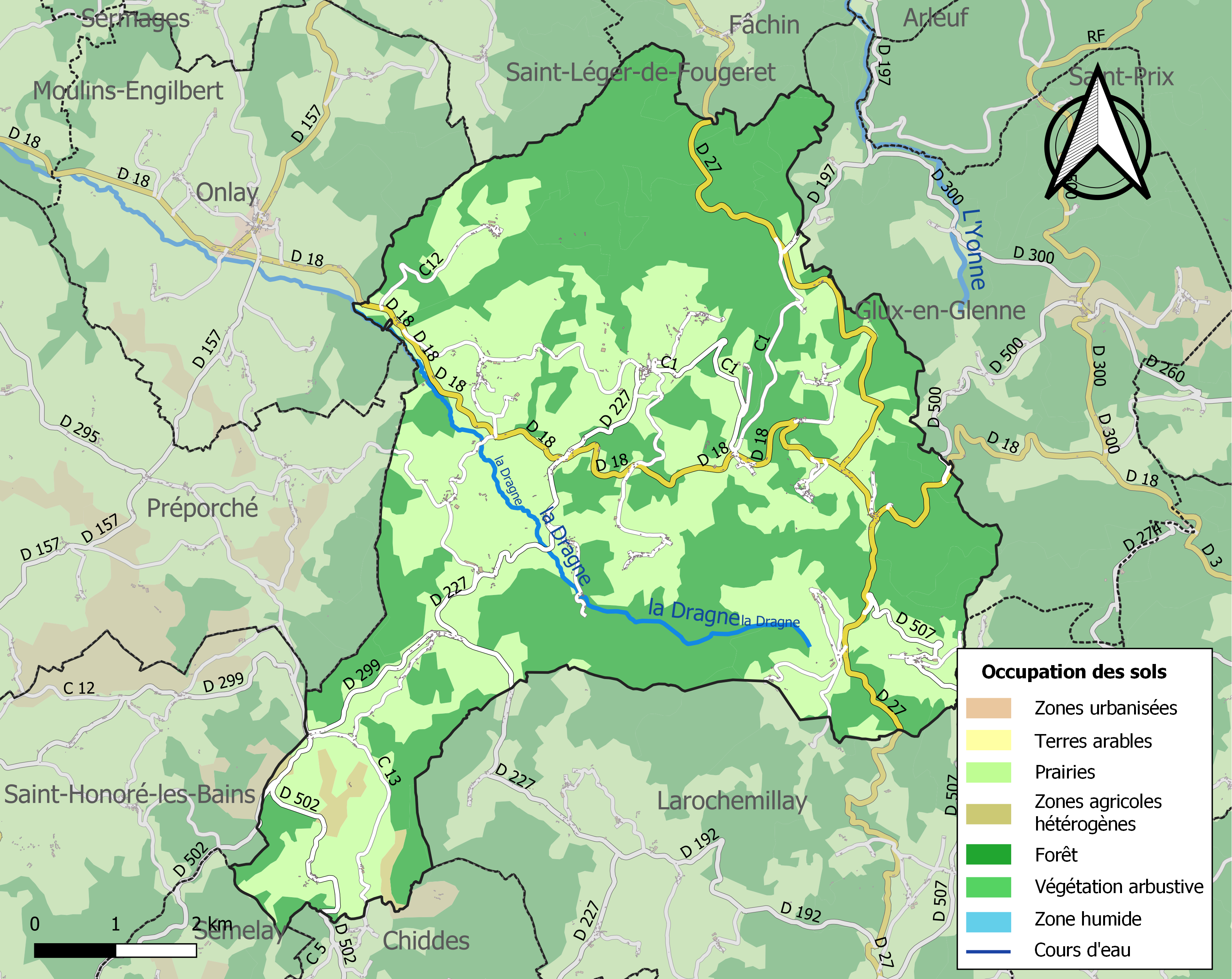
Carte des infrastructures et de l'occupation des sols de la commune en 2018 (CLC).

L'occupation des sols de la commune, telle qu'elle ressort de la base de données européenne d’occupation biophysique des sols Corine Land Cover (CLC), est marquée par l'importance des forêts et milieux semi-naturels (53,5 % en 2018), une proportion sensiblement équivalente à celle de 1990 (53,9 %).
La répartition détaillée en 2018 est la suivante : forêts (53,5 %), prairies (45,5 %), zones agricoles hétérogènes (1 %).
L'évolution de l’occupation des sols de la commune et de ses infrastructures peut être observée sur les différentes représentations cartographiques du territoire : la carte de Cassini (XVIIIe siècle), la carte d'état-major (1820-1866) et les cartes ou photos aériennes de l'IGN pour la période actuelle (1950 à aujourd'hui).

### Morphologie urbaine
La commune comprend un bourg central de taille modeste mais qui reste entouré par une multitude de petits hameaux. Il s'agit d'un territoire à dominante rurale qui compte de nombreuses fermes ou l'élevage bovin (notamment des vaches charollaises) reste prépondérant.

### Lieux-dits et écarts
Voici, ci-dessous, la liste la plus complète possible des divers hameaux, quartiers et lieux-dits résidentiels urbains comme ruraux, ainsi que les écarts qui composent le territoire de la commune de Villapourçon, présentés selon les références toponymiques fournies par le site géoportail de l'Institut géographique national. Les hameaux les plus importants sont indiqués en caractères gras.
| - les Rougets - les Rates - Cussy - le Champ du Ruisseau - les Ouzelots - Champvé - Derrière la Croix - Gerbault - le Champ Creux - Cheintre - Carré la Rose - les Marceaux - le Fond - les Regevaux | - Sur Lavaux - Velle - la Courbasse - les Ravelles - Champ des Mouillas - la Bie - Haut du Chêne - Rangère - le Moulin du Bourg - Mouille - Champvé - le Gouet - Fragny - la Velle | - les Champs de la Place - le Moulin du Mousseau - le Pont - Planchaufaux - les Bourbas - Sous les Pierres - Sous la Brulotte - Dragne - Bellefontaine - Sous la Brulotte - le Puits - Vévé - le Bouchet - Changy | - le Mousseau - la Ruchette - Montserin - la Vouavre - Sanglier - Avaux - la Bazolle - Certiaux - les Foissats - Le Niret - Neuilly - les Cendrés - le Creux - Foudon - Pétiton |

### Habitat et logement
En 2021, le nombre total de logements dans la commune était de 597, alors qu'il était de 598 en 2016 et de 603 en 2011.
Parmi ces logements, 38,7 % étaient des résidences principales, 53,4 % des résidences secondaires et 7,9 % des logements vacants. Ces logements étaient pour 98,7 % d'entre eux des maisons individuelles et pour 1,3 % des appartements.
Le tableau ci-dessous présente la typologie des logements à Villapourçon en 2021 en comparaison avec celle de la Nièvre et de la France entière. Une caractéristique marquante du parc de logements est ainsi une proportion de résidences secondaires et logements occasionnels (53,4 %) supérieure à celle du département (15 %) et à celle de la France entière (9,7 %).
| Typologie                                               | Villapourçon | Nièvre | France entière |
| ------------------------------------------------------- | ------------ | ------ | -------------- |
| Résidences principales (en %)                           | 38,7         | 71,1   | 82,2           |
| Résidences secondaires et logements occasionnels (en %) | 53,4         | 15     | 9,7            |
| Logements vacants (en %)                                | 7,9          | 13,8   | 8,1            |

### Voies de communication et transports
Le territoire de la commune est traversé par trois routes départementales :
- la route départementale 27 (RD 27), qui relie les communes nivernaises de Luzy et de Château-Chinon e passant par les hameaux villapourçonnais du Foudon et du Puits ;
- la route départementale 18 (RD 18), qui traverse le territoire communal dans un axe est-ouest relie la commune de Saint-Léger-sous-Beuvray à la commune de Moulins-Engilbert ;
- la route départementale 227 (RD 227), qui traverse la commune de Villapourçon (hameau du Dragne) par jonction avec la RD 27, parcourt le centre du bourg (ou chef-lieu) et se termine au bourg de Chiddes.

## Toponymie
On trouve le nom de Villare Puscionum, Villa Roporcono en 966, Villa es porcos en 1233, Villa a Pourson en 1243, Villa Procorum au XIVe siècle. Ces appellations se référeraient à un lieu autrefois consacré à l’élevage des porcs mais pourraient aussi correspondre à un domaine qui aurait appartenu à un certain Roporcono.
Formation médiévale en Ville- « domaine rural » suivi du mot porc dérivé avec un suffixe -ion, c'est-à-dire « porcin ». Elle se réfère à un élevage de ce type. L'élément es de certaines formes anciennes (Villa es porcos), signifie « aux » en ancien français, d'où le singulier a « au » (Villa a Pourson) ce qui expliquerait l'actuel Villa-. Le linguiste Ernest Nègre préfère y voir une formation en VILLARE → villier, viller, mot dérivé du précédent, suivi de PORTIONU → portion, c'est-à-dire « domaine partagé en portions ».
La commune est dénommée Raporçon en morvandiau.

## Historique

### Antiquité
Une exploitation vouée à l'élevage des porcs s'y serait implantée. Cet élevage n'était pas le seul dans la région, par exemple Préporché laisse bien entendre son origine. L'élevage des porcs était une spécialité gauloise, comme le rapporte Strabon.
Située à proximité de l'oppidum de Bibracte, plusieurs chemins gaulois passaient sur son territoire, puis ce furent les voies romaines qui le traversèrent. Celle d'Autun à Saint-Honoré-les-Bains passe au nord du mont Beuvray, puis au Puits, au Foudon, au Haut de l'Arche puis s'enfonce dans la forêt de Châtillon.

### Moyen Âge
Cette période voit s'édifier une maison forte au lieu-dit La Courbasse, dont il reste une tour incluse dans la ferme, et des bâtiments des XVe et XVIe siècles transformés en granges. Villapourçon appartient alors aux seigneurs de Larochemillay pour le temporel, et était liée à l'évêché d'Autun par l'intermédiaire du prieur du monastère de la Vanoise à Larochemillay pour le spirituel et les taxes ecclésiastiques.

### Temps modernes
Le village est en partie détruit durant les guerres de Religion, et, en particulier son église est abattue en 1574, reconstruite puis détruite en 1793 sur ordre de Joseph Fouché.
On a exploité autrefois des gisements de minerai de fer à La Ruchette, près des gisements exploités par les Gaulois de Bibracte, dite mine des Prabis ou mine des Eduens. On y exploite peut-être de l'étain, si l'on se réfère à la racine irlandaise Pras signifiant « étain ».
Il y a eu des fours à chaux au lieu-dit Lachaux, et une carrière de marbre au Puits.

### Époque contemporaine
Le village est sur le devant de la scène publique après qu'une bande de malandrins assassine en 1817 le meunier du lieu-dit Fragny, avec sa famille, ce qui amena l'installation de la guillotine dans la ville de Château-Chinon après les condamnations à mort de six des assassins.
En 1870, une partie du territoire de Villapourçon, complété par une partie de celui d'Arleuf, devient une commune autonome qui prend le nom de Fâchin.

## Politique et administration

### Rattachements administratifs et électoraux

#### Rattachements administratifs
La commune se trouve dans l'arrondissement de Château-Chinon du département dela Nièvre.
Elle faisait partie depuis 1801 du canton de Moulins-Engilbert. Dans le cadre du redécoupage cantonal de 2014 en France, cette circonscription administrative territoriale a disparu, et le canton n'est plus qu'une circonscription électorale.

#### Rattachements électoraux
Pour les élections départementales, la commune fait partie depuis 2014 du canton de Luzy.
Pour l'élection des députés, elle fait partie de la deuxième circonscription de la Nièvre.

### Intercommunalité
Villapourson était membre de la petite communauté de communes du Sud Morvan, un établissement public de coopération intercommunale (EPCI) à fiscalité propre créé en 2006 et auquel la commune avait transféré un certain nombre de ses compétences, dans les conditions déterminées par le code général des collectivités territoriales.
Dans le cadre des dispositions de la loi portant nouvelle organisation territoriale de la République du 7 août 2015, qui prévoit que les établissements publics de coopération intercommunale (EPCI) à fiscalité propre doivent avoir un minimum de 15 000 habitants, cette intercommunalité a fusionné avec ses voisines pour former, le 1er janvier 2017, la communauté de communes Bazois Loire Morvan, dont est désormais membre la commune.

### Liste des maires
| Période                                  | Période                   | Identité         | Étiquette | Qualité                                                                                               |
| ---------------------------------------- | ------------------------- | ---------------- | --------- | --- |
| Les données manquantes sont à compléter. |                           |                  |           | |
|                                          |                           |                  |           | |
| mars 2001                                | 2014                      | Michel Perraudin |           | Retraité de La Poste                                                                                  |
| 2014                                     | mai 2020                  | Guy Cloix        |           | Policier retraité                                                                                     |
| mai 2020                                 | juillet 2022,             | Jean Chinchole   |           | Notaire Mandat écourté par la démission d'une partie du conseil municipal puis la démission du maire. |
| décembre 2022                            | En cours (au 31 mai 2024) | Patrick Lorgé    |           | Ancien officier de gendarmerie                                                                        |

## Équipements et services publics
La commune dispose d'une salle des fêtes.

### Postes et télécommunications
Villapourçon s'est dotée d'une agence postale communale, rébovée en 2023.

## Population et société
Les habitants sont dénommés les Villapourçonnais.

### Démographie
L'évolution du nombre d'habitants est connue à travers les recensements de la population effectués dans la commune depuis 1793. Pour les communes de moins de 10 000 habitants, une enquête de recensement portant sur toute la population est réalisée tous les cinq ans, les populations de référence des années intermédiaires étant quant à elles estimées par interpolation ou extrapolation. Pour la commune, le premier recensement exhaustif entrant dans le cadre du nouveau dispositif a été réalisé en 2006.

En 2022, la commune comptait 411 habitants, en évolution de −1,67 % par rapport à 2016 (Nièvre : −3,28 %, France hors Mayotte : +2,11 %).
| 1793  | 1800  | 1806  | 1821  | 1831  | 1836  | 1841  | 1846  | 1851  |
| ----- | ----- | ----- | ----- | ----- | ----- | ----- | ----- | ----- |
| 1 852 | 1 660 | 1 868 | 1 933 | 2 270 | 2 315 | 2 565 | 2 618 | 2 740 |

| 1856  | 1861  | 1866  | 1872  | 1876  | 1881  | 1886  | 1891  | 1896  |
| ----- | ----- | ----- | ----- | ----- | ----- | ----- | ----- | ----- |
| 2 681 | 2 702 | 2 717 | 2 535 | 2 730 | 2 790 | 2 914 | 3 075 | 3 101 |

| 1901  | 1906  | 1911  | 1921  | 1926  | 1931  | 1936  | 1946  | 1954  |
| ----- | ----- | ----- | ----- | ----- | ----- | ----- | ----- | ----- |
| 3 200 | 2 996 | 2 749 | 2 204 | 2 040 | 1 876 | 1 671 | 1 477 | 1 261 |

| 1962  | 1968 | 1975 | 1982 | 1990 | 1999 | 2006 | 2011 | 2016 |
| ----- | ---- | ---- | ---- | ---- | ---- | ---- | ---- | ---- |
| 1 068 | 956  | 764  | 646  | 573  | 537  | 457  | 454  | 418  |

| 2021 | 2022 | - | - | - | - | - | - | - |
| ---- | ---- | - | - | - | - | - | - | - |
| 410  | 411  | - | - | - | - | - | - | - |

À titre historique, on note que la population était de 3 075 âmes en 1855, 2 700 en 1914, 1 600 seulement en 1939 à la suite des pertes de la Première Guerre mondiale, pour tomber à 1 261 en 1954. À titre de comparaison, Château-Chinon (Ville) comptait 3 121 habitants en 1851.

### Manifestations culturelles et festivités
La fête patronale de la Saint-Barthélemy s'organise dans le bourg et comprend trois jours de festivités. Cette célébration estivale qui comprend plusieurs manifestations à caractère ludique et sportif se déroule le week-end le plus proche possible de la fête de la Saint-Barthélémy, soit autour du 24 août.

### Sports et loisirs

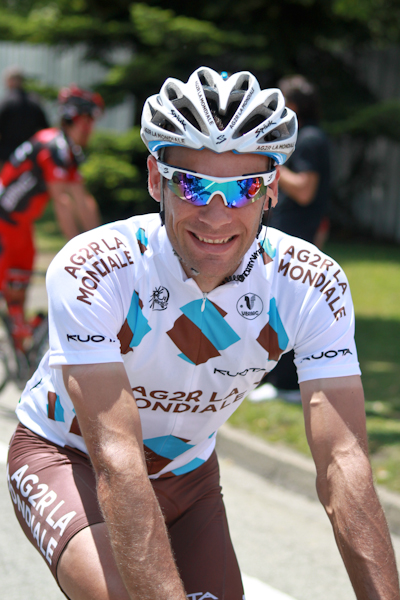
Le champion cycliste Jean-Christophe Péraud.

Généralement lié à la fête patronale de la Saint-Barthélémy, le Grand Prix cycliste de Villapourçon, course annuelle qui parcourt les nombreuses routes de la commune, se déroule vers la fin du mois d'août.
Cette course a permis à certains coureurs cyclistes professionnels, souvent en début de carrière comme Christophe Manin (vainqueur en 1989), Mariano Martinez (vainqueur en 2007), Miguel Martinez, ̩Julien Bernard (vainqueur en 2014) ou Jean-Christophe Péraud, de venir à Villapourçon.

### Vie associative
- Les « Gui Yant Neux », un groupe culturel folklorique créé en 1978 et qui rassemblent des conteurs, des musiciens et des danseurs, tous revêtus de costumes régionaux[36].
- Le théâtre de l'Ouche, association qui propose des activités culturelles et sportives ainsi que divers ateliers et des animations[37].

## Économie
- Actuellement[Quand ?] le village possède un relieur d'art, fournisseur du Sénat, un joaillier, une fromagerie bio à Siloé[réf. nécessaire].

## Culture locale et patrimoine

### Lieux et monuments
- L'église paroissiale Saint-Symphorien, remaniée au XVIIIe siècle et en partie reconstruite au XIXe siècle. Le clocher est rebâti en 1844[38].
- Croix monumentale de la fin du XIXe siècle, aux Marceaux[39]
- Au lieu-dit le Foudon on trouve un rocher de Saint-Martin, ainsi dénommé car l'apôtre évangélisateur des Gaules est réputé y avoir sauté depuis le mont Beuvray (Bibracte) pour échapper à la Wouivre (bête fabuleuse)[réf. nécessaire].
- Maisons et ferm:es du XIXe siècle[40].
- Anciens lavoirs[41].
- L'ancien château de La Courbasse a complètement disparu, il y existe une ferme sur l'emplacement, peut être construite avec les pierres du manoir. Elle comporte une tour genre pigeonnier.

### Arts et traditions populaires
Un groupe folklorique appelé Les gui yan neux de Raporçon qui se produit régulièrement dans la région et rappelle la tradition des ménestriers du Morvan[réf. nécessaire].

#### Musiciens et ménétriers

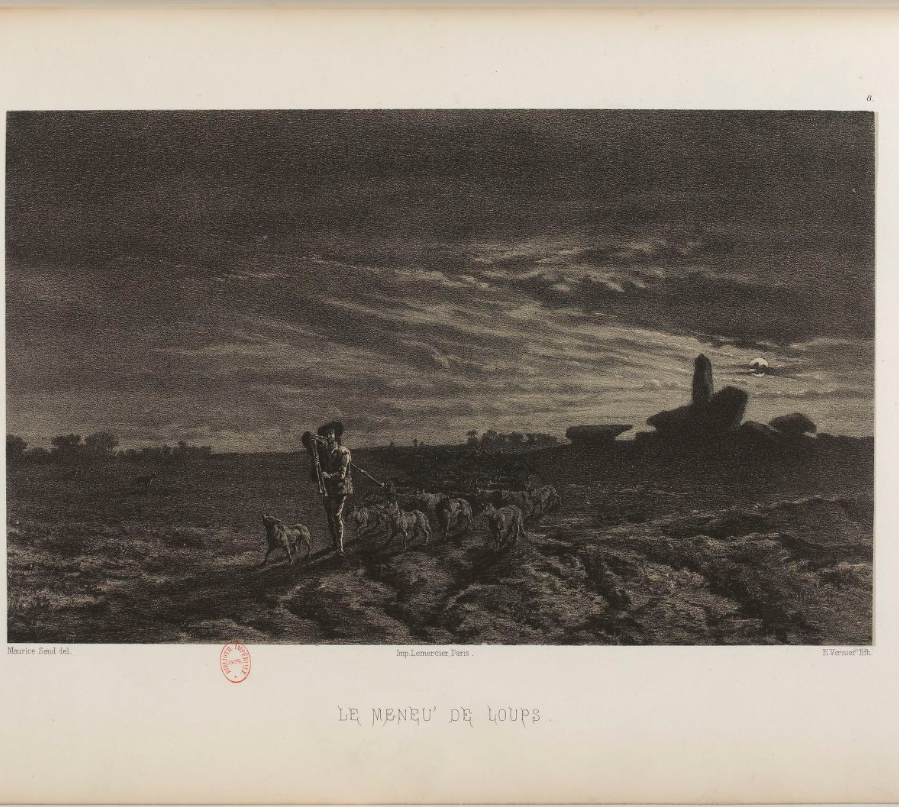
Dans son ouvrage consacré aux légendes locales, l'écrivain George Sand évoque les ménestriers morvandiaux "meneu' de loup" (illustration de 1858).

Les ménétriers (ménétrés) du Morvan sont des musiciens professionnels itinérants ayant parcouru les routes de village en village jusqu'au XIXe siècle pour animer les fêtes populaires, les comices et les bals locaux. Ils accompagnaient souvent des chanteurs qui s'exprimaient dans la langue locale.

La romancière, dramaturge, épistolière française, George Sand, décrit ainsi leur action dans un de ses ouvrages liés aux traditions locales.
« 
Dans le Morvan, les ménétriers sont meneux de loup.
Ils ne peuvent apprendre la musique qu'en se vouant au diable,
et souvent leur maître les bat et leur casse leurs instruments sur le dos, quand ils lui désobéissent.
Les loups de ce pays-là sont aussi des sujets de satan... »
L'Union des Groupes et Ménétriers Morvandiaux, association créée au cours du XXe siècle tente de redonner vie à cette tradition avec des joueurs de vielle, de cornemuse, d'accordéon diatonique et de violon.

#### Le morvandiau
Le Bourguignon-morvandiau est une langue régionale de France, qui  a longtemps été employé à Villapourçon et dans les petites communes rurales situées au cœur de la montagne morvandelle, même si cet idiome est, aujourd'hui, en voie de disparition[réf. nécessaire].

### Personnalités liées à la commune
- Marilène Clément (1920-1987), romancière née et décédée à Villapourçon.
- Gaston Chaissac (1910-1954), peintre, écrivain et musicien, a vécu, avec sa famille, de 1926 à 1937 à la Poste de Villapourçon[45],[46].

## Pour approfondir